# Repentless
Repentless è l'undicesimo album in studio del gruppo musicale statunitense Slayer, pubblicato l'11 settembre 2015 della Nuclear Blast.
L'album ha venduto 49 000 copie durante la prima settimana di pubblicazione, debuttando al quarto posto della Billboard 200, il miglior risultato in classifica mai ottenuto dal gruppo negli Stati Uniti d'America. Nella seconda settimana è sceso alla posizione numero 34, vendendo altre 11 000 copie.

## Descrizione
Anticipato in un primo momento dal brano Implode, reso disponibile per il download gratuito il 24 aprile 2014, e successivamente dai singoli When the Stillness Comes e Repentless (il primo uscito il 18 aprile in occasione del Record Store Day e il secondo il 19 giugno), Repentless è il primo album in studio pubblicato dal gruppo senza Jeff Hanneman, morto nel 2013 e sostituito da Gary Holt, nonché il primo con il batterista Paul Bostaph dai tempi di God Hates Us All (2001), che ha rimpiazzato Dave Lombardo in seguito al licenziamento di quest'ultimo da parte del gruppo.
L'album contiene inoltre un rifacimento di Atrocity Vendor, originariamente pubblicato come lato B del singolo World Painted Blood.

## Tracce
Testi e musiche di Kerry King, eccetto dove indicato.
1. Delusions of Saviour – 1:55
2. Repentless – 3:19
3. Take Control – 3:14
4. Vices – 3:32
5. Cast the First Stone – 3:43
6. When the Stillness Comes – 4:21
7. Chasing Death – 3:45
8. Implode – 3:49
9. Piano Wire – 2:49 (Jeff Hanneman)
10. Atrocity Vendor – 2:55
11. You Against You – 4:21
12. Pride in Prejudice – 4:14

Tracce bonus nell'edizione giapponese
1. War Ensemble (Live at Wacken 2014) – 6:10
2. Black Magic (Live at Wacken 2014) – 3:50

Live at Wacken 2014 – CD/DVD/BD bonus nell'edizione deluxe
1. Intro – 0:46
2. Hell Awaits – 5:04 (musica: Jeff Hanneman, Kerry King)
3. The Antichrist – 2:52 (testo: Jeff Hanneman – musica: Jeff Hanneman, Kerry King)
4. Mandatory Suicide – 3:54 (Tom Araya)
5. Hate Worldwide – 3:11
6. War Ensemble – 6:10 (Tom Araya)
7. Postmortem – 3:39 (Jeff Hanneman)
8. Captor of Sin – 3:43 (Jeff Hanneman, Kerry King)
9. Disciple – 3:44 (musica: Jeff Hanneman)
10. Seasons in the Abyss – 5:54 (Tom Araya)
11. Born of Fire – 3:53
12. Dead Skin Mask – 5:33 (Tom Araya)
13. Raining Blood – 4:09 (testo: Jeff Hanneman, Kerry King – musica: Jeff Hanneman)
14. Black Magic – 3:50 (musica: Jeff Hanneman, Kerry King)
15. South of Heaven – 4:12 (Tom Araya)
16. Angel of Death – 5:19 (Jeff Hanneman)
17. Outro – 2:06
18. Making of Repentless (Documentary) – assente nell'edizione CD

## Formazione
Gruppo
- Tom Araya – voce, basso
- Kerry King – chitarra
- Gary Holt – chitarra
- Paul Bostaph – batteria

Produzione
- Terry Date – produzione, ingegneria del suono, missaggio
- Peter Mack – ingegneria aggiuntiva
- Derrick Stockwell – assistenza tecnica
- Howie Weinberg – mastering

## Classifiche
| Classifica (2015)          | Posizione massima |
| -------------------------- | ----------------- |
| Australia                  | 3                 |
| Austria                    | 6                 |
| Belgio (Fiandre)           | 4                 |
| Belgio (Vallonia)          | 7                 |
| Canada                     | 3                 |
| Danimarca                  | 9                 |
| Finlandia                  | 3                 |
| Francia                    | 7                 |
| Germania                   | 1                 |
| Giappone                   | 10                |
| Irlanda                    | 15                |
| Italia                     | 8                 |
| Norvegia                   | 6                 |
| Nuova Zelanda              | 8                 |
| Paesi Bassi                | 2                 |
| Polonia                    | 2                 |
| Portogallo                 | 4                 |
| Regno Unito                | 11                |
| Regno Unito (rock & metal) | 2                 |
| Repubblica Ceca            | 4                 |
| Spagna                     | 8                 |
| Stati Uniti                | 4                 |
| Stati Uniti (hard rock)    | 2                 |
| Stati Uniti (rock)         | 2                 |
| Stati Uniti (tastemakers)  | 1                 |
| Svezia                     | 5                 |
| Svizzera                   | 3                 |
| Ungheria                   | 4                 |